# Novashell
Novashell Game Creation System — конструктор предназначенный для разработки двухмерных компьютерных игр профессионального уровня, разработанный Robinson Technologies и распространяемый под открытой лицензией в стиле zlib/libpng. Построен поверх библиотеки-игрового движка ClanLib. Позволяет создавать кроссплатформенные игры под Windows, OS X и Linux.
В качестве физического движка использует Box2D, для написания игровой логики — Lua (хотя, как и в других конструкторах игр, позволяет визуальное построение игр без программирования). В Novashell также включена готовая подсистема искусственного интеллекта. Как и во многих аналогичных продуктах, здесь доступен поиск пути по алгоритму A*.
В отличие от таких программ, как Game Maker, Game Editor или Scirra Construct, здесь нет разделения на IDE и режим игры. Загрузив игру и нажав клавишу F1, вы попадаете в режим её редактирования. Впрочем из-за этой особенности редактирование lua-скриптов в самой Game Creation System невозможно — для этого вызывается внешний редактор.

## История
Компанию Robinson Technologies основал Seth Robinson при поддержке своей жены Akiko Robinson в 1989 году в Хиросиме. Первоначально он занимался разработкой многопользовательских RPG c BBS-интерфейсом (Door (BBS)), права на которые были проданы в 1998 году компании Metropolis Gameport. Начиная с конца 90-х компанией был выпущен ряд успешных Indie-игр в жанрах RPG и Action для различных платформ. В январе 2006 года компанией был опубликован open source конструктор Novashell.